# Remanescente de supernova

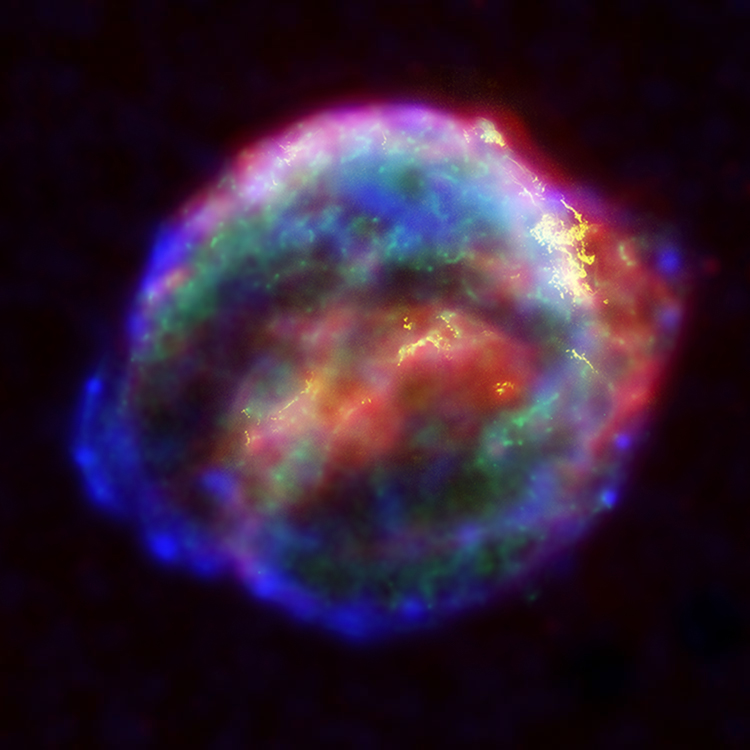
Remanescente da Supernova de Kepler, SN 1604.

Remanescente de supernova (SNR) é um invólucro de gás, composta com os restos mortais de uma estrela que foi destruída por uma violenta explosão, supernova, marcando a morte desta.  Esta violenta explosão gera uma onda de choque e ejeta o material estelar da antiga estrela que se afasta a grande velocidade do núcleo estelar, chegando a atingir velocidades de 3.000 km/s e levando consigo tudo que estiver em seu caminho no meio interestelar.
O choque do material ejetado pode aquecer o gás interestelar a temperaturas superiores a 10 milhões de kelvin, levando-o ao estado de plasma. Emitem bastante brilho e a mais famosa é a nebulosa do Caranguejo. O remanescente mais jovem conhecido em nossa galáxia é o G1.9+0.3, descoberto no centro galáctico.

## Estágios
Um SNR passa pelos seguintes estágios à medida que se expande:
1. Expansão livre dos ejetos, até que eles varram seu próprio peso em meio circunstelar ou interestelar. Isso pode durar dezenas a algumas centenas de anos, dependendo da densidade do gás circundante.
2. Varrição de uma  camada de gás circunstelar e interestelar colidido. Isso inicia a fase de Sedov-Taylor, que pode ser bem modelada por uma solução analítica auto-semelhante. A forte emissão de raios X traça as fortes ondas de choque e o gás quente.
3. Arrefecimento da concha, para formar uma concha fina (<1 pc) e densa (1-100 milhões de átomos por metro cúbico) ao redor do interior quente (alguns milhões de kelvin). Esta é a fase de varredura dinâmica acionada por pressão. A concha pode ser vista claramente na emissão óptica de recombinação de átomos de hidrogênio ionizado e oxigênio ionizado.
4. Refrigeração do interior. A casca densa continua a se expandir a partir de seu próprio momento. Este estágio é melhor observado na emissão de rádio de átomos de hidrogênio neutros. A fusão com o meio interestelar circundante. Quando o remanescente da supernova diminui para a velocidade das velocidades aleatórias no meio circundante, após aproximadamente 30.000 anos, ele se fundirá no fluxo turbulento geral, contribuindo com sua energia cinética restante para a turbulência.

## Pesquisa de remanescente
Como eles são objetos tridimensionais, são bastante difíceis de estudar.
Uma das técnicas é a inferência de partículas suavizadas (SPI), uma técnica flexível para ajustar observações de raios-X de objetos estendidos, permitindo a modelagem do plasma como uma coleção de “partículas suavizadas” independentes ou bolhas de plasma.